# Campiglossa peringueyi
Campiglossa peringueyi är en tvåvingeart som först beskrevs av Mario Bezzi 1924.  Campiglossa peringueyi ingår i släktet Campiglossa och familjen borrflugor. Inga underarter finns listade.